# کلیسا صلیب مقدس راوما
کلیسای صلیب مقدس راوما (انگلیسی: Church of the Holy Cross, Rauma) کلیسای صلیب مقدس در راوما یک کلیسای قرون وسطایی از سنگ‌های زمینی در راوما، فنلاند است. این کلیسا در محله قدیمی راوما، یکی از میراث‌های جهانی یونسکو، واقع شده است. کلیسا در کنار رودخانه کوچک راومانیوکی (رودخانه راوما) قرار دارد.